# Taberlaane
Taberlaane – wieś w Estonii, w prowincji Võru, w gminie Antsla.